# Љубица (ТВ филм)
„Љубица ” је југословенски ТВ филм из 1979. године. Режирао га је Томислав Радић који је, по делу Аугуста Шеное, написао и сценарио .

## Улоге
| Глумац              | Улога                              |
| ------------------- | ---------------------------------- |
| Златко Црнковић     |                                    |
| Звонимир Ференчић   |                                    |
| Мира Фурлан         |                                    |
| Марија Кон          |                                    |
| Драган Миливојевић  |                                    |
| Миа Оремовић        |                                    |
| Вјера Жагар Нардели |                                    |
| Звонимир Зоричић    |                                    |
| Звонимир Торјанац   | Златков отац (као Звонко Торјанац) |
| Фрањо Мајетић       | Гост у ресторану                   |
| Миња Николић        | Гошћа у ресторану                  |
| Лена Политео        | Тетка                              |
| Хусеин Чокић        | Деда                               |
| Зоран Покупец       | Златков пријатељ                   |